# Ola Cappelin
Ola Cappelin, född 23 mars 1868 på Kivik, Södra Mellby socken, död 14 mars 1948 i Lund, var en svensk stationsinspektor, författare och hembygdsforskare. Han använde signaturerna Snackebror och Kivling.

## Biografi
Föräldrar var fiskaren Per S. Cappelin och Kersti Olsdotter, vilka tillhörde en välkänd fiskare- och sjömanssläkt på Kivik och Vitemölla. Fadern gick under namnet Per Svensson Kapell beroende på att familjen bott i ett hus, där det under medeltiden legat ett så kallat Lübeckerkapell, uppfört av Hansan. Familjen kom därför att antaga namnet Kappel, vilket Olas gren stavar Cappelin. Under sin uppväxt fick Ola Cappelin hjälpa till i fisket.
Cappelin började studera vid Simrishamns pedagogi vid 17 års ålder och avlade 1891 studentexamen vid Lunds privata elementarskola, Spyken. Han fick tjänst 1899 som stationsinspektor vid Hamneda station i Småland, vilken tillhörde Skåne-Smålands Järnväg och 1927 förflyttning till Östra Ljungby, där han också tjänstgjorde som stins. Vid pensioneringen 1931 flyttade han till Lund. Han är begravd på Södra Mellby gamla kyrkogård.

### Hembygdsforskare
Varje sommar ägnade sig Cappelin åt forskning kring sin hembygd i Kivik. Han sammanställde sina upptäckter om Kivik, dialekterna, berättelserna och släkthistorierna och upprättade även en mycket uppmärksammad Skånebibliografi. 
Under sin livstid samlade Cappelin in berättelser och släkthistorier, men även föremål och dokument. Samlingen utgjorde grunden till Kiviks museum, som han byggde upp på eget initiativ och till vilken han testamenterade 2000 kronor, så att det skulle kunna fortsätta verka i bygden. Han var också en av initiativtagarna till bildandet av Albo härads hembygdsförening. Flera av hans originalanteckningar finns bevarade på Kiviks museum, däribland hans Genealogiska anteckningar öfver Kiviksborna.